# 舞踊組曲「蜘蛛の糸」
舞踊組曲「蜘蛛の糸」 (ぶようくみきょく くものいと) は、芥川也寸志が1968年に作曲した舞踊組曲。バレエ音楽「蜘蛛の糸」とも表記される。父親である芥川龍之介の短編小説『蜘蛛の糸』を原作としている。

## 作曲の経緯
NHKの委嘱により作曲したもので、1968年に開催された「明治百年記念芸術祭」の参加作品である。自筆スコア末尾には、東京、1968年9月25日、と記載されている。

## 楽曲構成
曲は次の6つの部分からなる。自筆スコア末尾には、芥川龍之介の『蜘蛛の糸』から作曲者が抜粋した朗読用のテキストが付されている。演奏時間26分。
- I 前奏曲
- II 極楽の朝
- III 蜘蛛と犍陀多
- IV 血の地獄
- V 蜘蛛の糸
- VI 極楽の昼

## 編成
フルート3 (ピッコロ持ち替え)、オーボエ2、クラリネット2、バスクラリネット、ファゴット2、ホルン4、トランペット3、トロンボーン3、ティンパニ、大太鼓、シンバル、銅鑼、グロッケンシュピール、アンティークシンバル、ハープ、チェレスタ、弦五部

## 初演

### 放送初演
1968年11月8日、NHK-FMにて、森正指揮、ニューシンフォネットにより放送初演された。

### 舞台初演
1969年3月17日、サンケイホールで開催された第9回NHK音楽祭「バレエの夕べ」にて、牧阿佐美バレエ団、作曲者指揮、東京フィルハーモニー交響楽団により舞台初演された。バレエ団は作曲者が指名したものである。牧阿佐美は同年8月に同バレエ団定期公演にて再演し、その後もこの作品を国内だけでなく、1990年にはモスクワでも上演している。